# Aghbal (Algérie)
À ne pas confondre avec Aghbal, commune rurale marocaine.
Aghbal est une commune de la wilaya de Tipaza, en Algérie, située au cœur de la Dahra.

## Géographie

### Situation
Le territoire de la commune est situé à l'ouest de la wilaya, à environ 70 km à l'ouest de Tipaza.
| Larhat | Larhat, Gouraya | Gouraya    |
| Larhat | Aghbal          | Gouraya    |
| Larhat | Messelmoun      | Messelmoun |

### Relief et hydrographie
La commune se situe à une altitude de 700 m. Elle est entourée de massifs forestiers.

### Routes
La commune d'Aghbal est desservie par plusieurs routes nationales:
- Route nationale 11: RN11 (Route d'Oran).

### Localités de la commune
La commune de Aghbal est constituée de dix localités :
- Aghbal centre (Loudalouz + Bni Airour)
- Belafia
- Béni Bekhti
- Béni Nador
- khirnas
- Solaya
- Zadra
- H'dadoua
- Chahafa
- Tizi Laezib

## Toponymie
Aghbal vient du berbère "Aɣbalu" en tifinagh "ⴰⵖⴱⴰⵍⵓ". On retrouve ce nom dans la localité d'AGHBAL proche de TALAASSA dans la wilaya de Chlef. Bir AGHBALOU dans la wilaya de Bouira porte aussi ce nom. AGHBALA, localité dans la wilaya de Béjaia, près de Béni Djelil, Agbal source de l'eau dans la commune Emjez Edchich dans la wilaya de Skikda ;c'est aussi le nom AGHBAL à côté d'AHFir au Maroc chez les bni znassen. Le nom provient du tamazight aghbalu qui signifie "source".

## Population
Les habitants de la commune sont berbérophones.

## Éducation
La ville compte huit écoles primaires et une école moyenne.